# Silene crispata
Silene crispata — вид квіткових рослин родини гвоздикових (Caryophyllaceae).

## Поширення
Крим, Північний Кавказ.
В Україні вид росте у Гірському Криму.